# Zębice Wrocławskie
Zębice Wrocławskie – przystanek osobowy w miejscowości Zębice, w województwie dolnośląskim, w powiecie wrocławskim, w gminie Siechnice, w Polsce.

## Ruch pasażerski
| Rok  | Wymiana pasażerska na dobę |
| ---- | -------------------------- |
| 2017 | 200-299                    |
| 2022 | 300-499                    |